# Баталов, Николай Петрович
Никола́й Петро́вич Бата́лов (24 ноября (6 декабря) 1899, Москва — 10 ноября 1937, там же) — русский и советский актёр театра и кино, заслуженный артист РСФСР (1933). Муж Ольги Николаевны Андровской и дядя Алексея Баталова.

## Биография
Николай Баталов родился в Москве в семье Петра Владимировича и Александры Ивановны Баталовых. Его родители были крестьянами Ярославской губернии, перебравшимися в столицу. Через три года родился его младший брат Владимир. Мать была домохозяйкой, отец в 1910-м году стал совладельцем ресторана, после революции работал директором столовой. Николай с детства готовился стать священником, мало общался со сверстниками и прислуживал в церкви. Вместе с братом разыгрывал маленькие спектакли.
В 1910—1915 годах учился в Торговой школе имени Александра III, участвовал в школьных концертах. В 1915 году его отдали в Школу драматического искусства, в 1916 году — во Вторую студию МХТ, где он выступал до 1924 года. Первой ролью стал Петя-переплётчик в спектакле «Зелёное кольцо» по пьесе Зинаиды Гиппиус. В 1919—1923 годах во время гастрольных поездок и выездных спектаклей играл роли Гиггиса и Стрэттона в «Потопе» по пьесе Хеннинга Бергера и Гильома в «Адвокате Патлене».
В ноябре 1921 года женился на коллеге, актрисе Второй студии МХТ Ольге Андровской, которую заметил ещё в 1919 в Театре Корша и пригласил в труппу своего театра. В 1923 году заболел туберкулёзом, ставшим для Баталова роковым. Из-за болезни он в течение полугода не выступал на сцене.

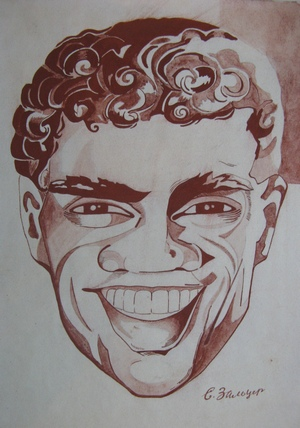
Портрет-шарж на Баталова, художник Семён Зальцер

Зато уже в 1924 году он снялся в своём дебютном кинофильме «Аэлита» режиссёра Якова Протазанова, сыграв красноармейца Гусева. Его роль выделяли и киноработники, и критики того времени:

Картину спасает красноармеец Гусев в отличном исполнении Баталова.
Баталов и Орлова дают единственные в ленте сочные русские типы.

Ролью же, принёсшей Баталову мировую известность, стал Павел Власов в фильме Всеволода Пудовкина «Мать» (1926) по мотивам романа Максима Горького. Сам Пудовкин так отзывался об актёре:

Работа Н. П. Баталова была для меня грандиозным подарком. Кинематограф тогда был немым. Слово для нас было оружием недоступным. Всё дело было только во внешней жизни лица, глаз, жеста. И я должен сказать, что Николай Петрович на моих глазах создавал поразительные вещи. Он далеко перешагнул самые смелые мои мечтания. Я ещё тогда не мог сильной рукой формировать то, что я хотел. Но для Баталова достаточно было только творческого общения. Если я был искренним, если он видел, что я хотел, он вспыхивал, как искра, и сразу через него виден был чудесный свет, который покорял меня, а затем и зрителей, которые его очень любили.

Баталов активно участвовал в жизни театра. С 1925 года он входил в органы внутреннего управления и практически заведовал труппой. Вдохновлённый лозунгами РАПП, он стремился перестроить театр в новом, «идеологически правильном» ключе, настаивал на расширении круга авторов-партийцев, что позже воплотил вместе с Ильёй Судаковым в московском театре рабочей молодёжи (ТРАМ).
В апреле 1927 года впервые вышел на сцену в одном из своих самых ярких образов: Фигаро в пьесе Бомарше «Безумный день, или женитьба Фигаро» в постановке Константина Станиславского, Елизаветы Телешевой и Бориса Вершилова.
В 1931 году снялся в первом советском звуковом фильме «Путёвка в жизнь», где сыграл свою знаменитую роль — начальника коммуны Николая Ивановича Сергеева. Картина с успехом прошла по советским и мировым экранам, завоевав приз за лучшую режиссуру на 1-м Венецианском кинофестивале.
С 1933 года Баталов преподавал актёрское мастерство в ГИКе и ЦЕТЕТИСе, однако болезнь давала о себе знать.
18 февраля 1935 года состоялось последнее выступление актёра на сцене в образе никогда не унывающего Фигаро. После этого он уже не мог выйти из дома. Когда Иосиф Сталин посетил МХАТ и поинтересовался, почему не играет Баталов, ему ответили, что актёр болен. «Надо лечить», — сказал Сталин, и осенью актёра отправили на курорт Закопане в Польше. Было дано распоряжение, чтобы его мог навестить любой, кто пожелает, и к нему выехала жена.
Позднее лечился в санаториях на Северном Кавказе и в Италии, но лучше ему не становилось. Он вернулся домой и уехал на дачу, где много работал над сценарием фильма о Пушкине, которого очень мечтал сыграть. 3 мая 1937 года был награждён орденом Трудового Красного Знамени.
Николай Баталов скончался на 38-м году жизни 10 ноября 1937 года в Москве от туберкулёза. Тело было кремировано, урна с прахом захоронена на Новодевичьем кладбище.

## Семья
- Отец — Пётр Владимирович Баталов (1875—1941).
- Мать — Александра Ивановна Баталова (1879—1963).
- Жена — Ольга Николаевна Андровская (1898—1975), актриса, народная артистка СССР (1948).
  - Дочь — Светлана Николаевна Баталова (1923—2011), актриса театра.
- Брат — Владимир Петрович Баталов (по сцене — Аталов), (1902—1964), актёр, заслуженный артист РСФСР (1948).
  - Племянник — Алексей Владимирович Баталов (1928—2017), актёр, кинорежиссёр, народный артист СССР (1976).
- Сестра — Зинаида Петровна Баталова, (1912—1978), актриса.
- Сестра — Мария Петровна Баталова (Щербинина), (1914—2004), актриса МХАТ, помреж, заслуженная артистка РСФСР (1969).

## Роли в театре

### Московский Художественный театр
- 1916 — «Нахлебник» И. С. Тургенева — Васька-казачок
- 1916 — «На дне» М. Горького — Алёшка
- 1917 — «Пир во время чумы» А. С. Пушкина — Пирующий
- 1918 — «Осенние скрипки» И. Д. Сургучёва
- 1918 — «Иванов» А. П. Чехова
- 1918 — «Село Степанчиково и его обитатели» по повести Ф. М. Достоевского — Мужик
- 1921 — «Ревизор» Н. В. Гоголя — Коробкин
- 1921 — «Синяя птица» М. Метерлинка — Хлеб
- 1921 — «Синяя птица» М. Метерлинка — Пёс

### Вторая студия Московского Художественного театра
- 1916 — «Зелёное кольцо» З. Гиппиус — Петя-переплётчик
- 1918 — «История лейтенанта Ергунова» И. С. Тургенева — Доктор
- 1918 — «Младость» Л. Андреева — Пётр, дворник
- 1919 — «Младость» Л. Андреева — Нечаев
- 1919 — «История лейтенанта Ергунова» И. С. Тургенева — Ергунов
- 1919 — «Комедия о человеке, который женился на немой женщине» А. Франса — Мэтр Симон Коллик
- 1920 — «Узор из роз» Ф. К. Сологуба
- 1922 — «Сказка об Иване-дураке и его братьях» Л. Н. Толстого — Тарас-брюхан
- 1923 — «Разбойники» Ф. Шиллера — Франц

### МХАТ
- 1924 — «Царь Фёдор Иоаннович» А. К. Толстого — Луп-Клешнин
- 1925 — «Пугачёвщина» К. Тренева— Онуфрий
- 1926 — «Пугачёвщина» К. Тренева— Чика Зарубин
- 1926 — «Николай I и декабристы» А. Р. Кугеля — Каховский
- 1927 — «Безумный день, или Женитьба Фигаро» П. Бомарше — Фигаро
- 1927 — «На дне» М. Горького — Медведев
- 1927 — «Бронепоезд 14-69» Вс. Иванова. Художественный руководитель постановки: К. С. Станиславский, режиссёры: Илья Судаков и Нина Литовцева — Васька Окорок[11]
- 1928 — «Растратчики» В. Катаева — Никита
- 1929 — «Блокада» Вс. Иванова — Рубцов
- 1930 — «Вишнёвый сад» А. П. Чехова — Лопахин
- 1933 — «Мёртвые души» М. А. Булгакова по поэме Н. В. Гоголя — Собакевич

## Фильмография
1. 1924 — Аэлита — Гусев
2. 1926 — Мать — Павел Власов
3. 1927 — Жена — товарищ Антон[12]
4. 1927 — Земля в плену — земляк Марии
5. 1927 — Третья Мещанская — Николай
6. 1931 — Путёвка в жизнь — Сергеев
7. 1932 — Горизонт — Лёва Горизонт
8. 1934 — Пастух и царь
9. 1935 — Сокровище погибшего корабля — Алексей Панов
10. 1935 — Три товарища — Лацис

## Признание и награды
- Заслуженный артист РСФСР (1933)
- Орден Трудового Красного Знамени (03.05.1937) — за выдающиеся заслуги в деле развития русского театрального искусства